# 托波爾科夫島
托波爾科夫島是俄羅斯的島嶼，位於白令海，屬於科曼多爾群島的一部分，由堪察加邊疆區負責管轄，面積0.5平方公里，最高點海拔高度9米。